# Camélopardalides de mai
Pour l’article homonyme, voir Camélopardalides.
Les Camélopardalides de mai sont une pluie de météores (étoiles filantes) associée à la comète 209P/LINEAR.

## Prévision
Des résultats préliminaires d'Esko Lyytinen et Peter Jenniskens, ultérieurement confirmés par d'autres chercheurs, prédisent que la comète 209P/LINEAR causera une importante pluie de météores en provenance de la constellation de la Girafe (Camelopardalis en latin) dans la nuit du 23 au 24 mai 2014,,.

## Observation
De 100 à 400 météores par heure sont attendus, certaines estimations avançant même le chiffre de 1 000 météores par heure. Toutes les traînées de la comète de 1803 à 1924 pourraient croiser l'orbite de la Terre au cours du mois de mai 2014. Le maximum d'activité est attendu autour du 24 mai 2014 à 7 h TU lorsque les traînées de poussière produites lors des passages précédents de la comète passeront à 0,000 2 unité astronomique (30 000 km) de la Terre.